# Tarus
Tarus is een bestuurslaag in het regentschap Kupang van de provincie Oost-Nusa Tenggara, Indonesië. Tarus telt 3928 inwoners (volkstelling 2010).